# Ferdinand Georg Frobenius
Ferdinand Georg Frobenius (Berlin, 1849. október 26. – Charlottenburg, 1917. augusztus 3.) német matematikus.

## Élete
Egyetemi tanulmányait Göttingenben és Berlinben végezte. Tanárai között volt Ernst Kummer, Leopold Kronecker és Karl Weierstrass.
1875-től a zürichi Szövetségi Műegyetem, 1893-tól a Berlini Egyetem professzora, ahol többek közt Fejér Lipót is tanítványa volt.

## Munkássága
Élie Cartannal együtt a hiperkomplex rendszerek elméletének megalapozója, kidolgozója. Tétele lezárja a számfogalom további általánosításának lehetőségét.
Jelentős eredményeket ért el a csoportelméletben, a kvadratikus alakok elméletben, a mátrixelméletben, a számelméletben és a differenciálegyenletek területén.
A véges csoportok elméletében a Frobenius-tétel őrzi nevét. Kidolgozta az absztrakt csoportok elméleti alapjait.
Nevéhez fűződik a véges algebrák körén belül a radikál, a faktoralgebra, az egyszerű és a félig egyszerű algebra fogalmának bevezetése.
1879-ben Über Gruppen von vertauschbaren Elementen (A permutálható elemű csoportokról) címmel publikálta az absztrakt csoportokkal kapcsolatos felfedezéseit.
1893-tól a Porosz Akadémia tagja.

## Fordítás
- Ez a szócikk részben vagy egészben  a   Georg_Ferdinand_Frobenius című német Wikipédia-szócikk fordításán alapul.  Az eredeti cikk szerkesztőit annak laptörténete sorolja fel. Ez a jelzés csupán a megfogalmazás eredetét és a szerzői jogokat jelzi, nem szolgál a cikkben szereplő információk forrásmegjelöléseként.
- Ez a szócikk részben vagy egészben  a   Ferdinand_Georg_Frobenius című angol Wikipédia-szócikk fordításán alapul.  Az eredeti cikk szerkesztőit annak laptörténete sorolja fel. Ez a jelzés csupán a megfogalmazás eredetét és a szerzői jogokat jelzi, nem szolgál a cikkben szereplő információk forrásmegjelöléseként.